# Calodia harpagota
Calodia harpagota är en insektsart som beskrevs av Zhang 1994. Calodia harpagota ingår i släktet Calodia och familjen dvärgstritar. Inga underarter finns listade i Catalogue of Life.